# Iowa Colony
Iowa Colony est une petite ville située au nord du comté de Brazoria, au Texas, aux États-Unis,. Elle est fondée en 1908.

## Démographie
Lors du recensement de 2010, la ville comptait une population de 1 170 habitants. Elle est estimée, le 1er juillet 2019, à 2 194 habitants.

### Source de la traduction
- (en) Cet article est partiellement ou en totalité issu de l’article de Wikipédia en anglais intitulé « Iowa Colony, Texas » (voir la liste des auteurs).